# Kura jedwabista miniaturowa

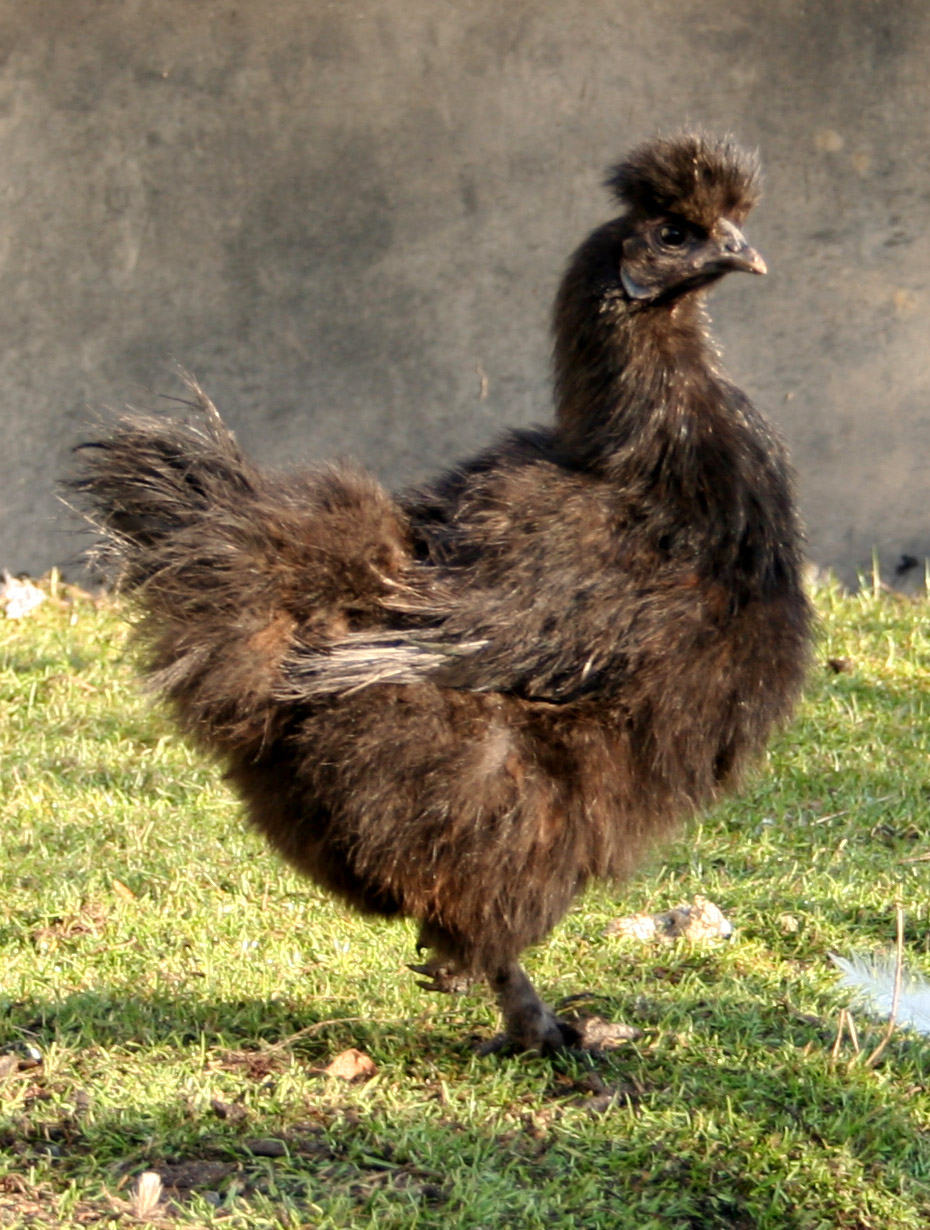
Kura jedwabista miniaturowa – czarna

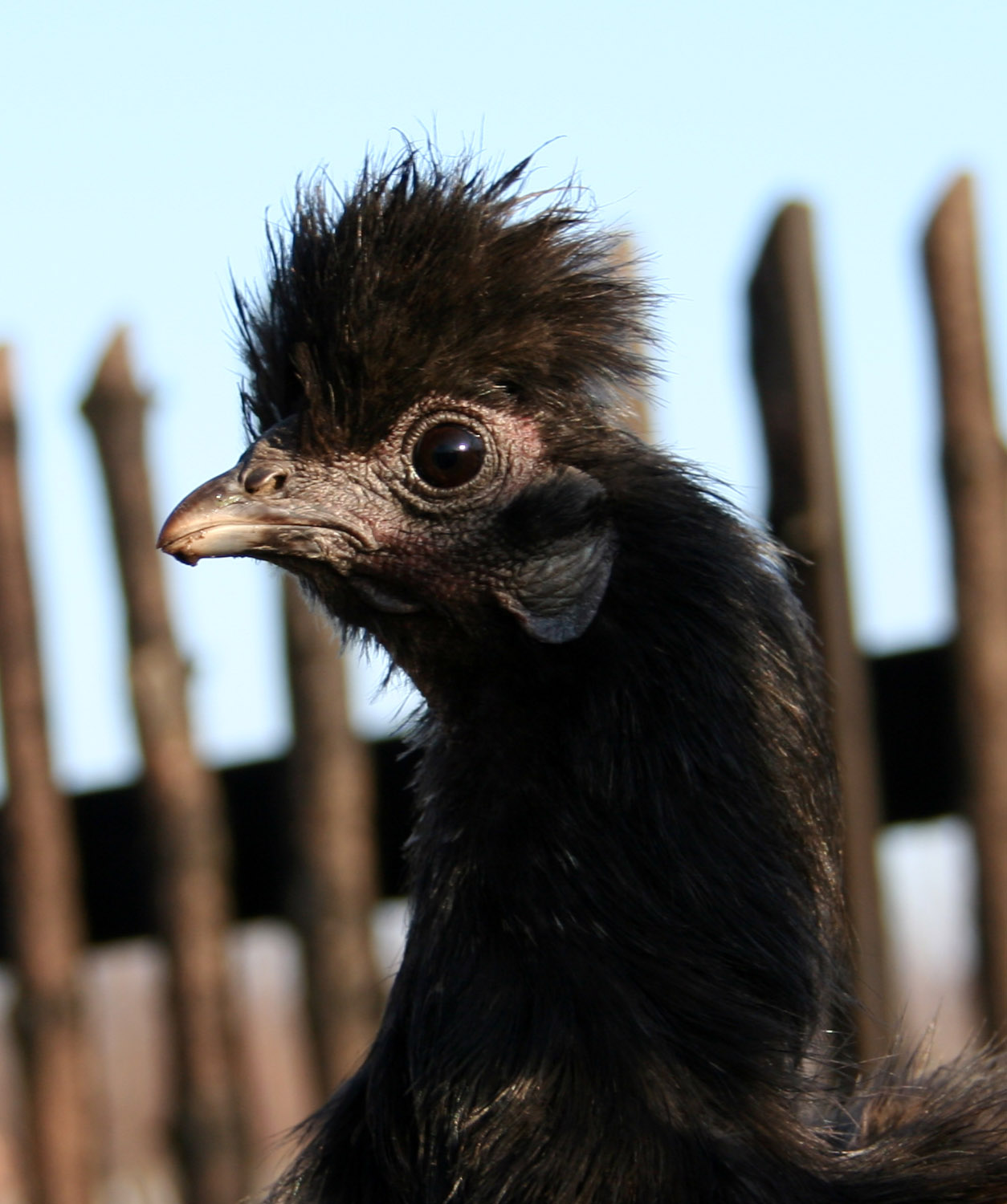
Głowa kury jedwabistej miniaturowej

Kura jedwabista miniaturowa – rasa kury domowej wywodząca się z Holandii.

## Rys historyczny
Rasa tych kur powstała w Holandii, w XX wieku, gdzie do jej uzyskania skrzyżowano kurę jedwabistą (Silkie) oraz wąsacza watermalskiego.

## Wygląd
Sylwetka kur jedwabistych miniaturowych jest okrągła, a tułów jest nisko osadzony. Pióra są delikatne i „zwiewne”, co przyczyniło się do utworzenia nazwy rasy. Z powodu ich struktury (nie posiadają haczyków) nie potrafią one latać. Ogon jest krótki, a cechą charakterystyczną w budowie tych kur jest występujący piąty palec oraz niebieskofioletowy kolor skóry, mięśni i szkieletu. Nogi oraz boki stóp są silnie upierzone.

### Barwa
Spotyka się następujące ubarwienie:
- czarne
- białe
- kuropatwiane
- czerwone
- jasnożółte
- niebieskie

## Nieśność
Kura jedwabista miniaturowa składa około 100 jaj rocznie, przeważnie w porach wiosennych i letnich.